# Сенегал на зимних Олимпийских играх 2006
Сенегал принимал участие в Зимних Олимпийских играх 2006 года в Турине (Италия) в четвёртый раз за свою историю после двенадцатилетнего перерыва, но не завоевал ни одной медали. Страну представлял один горнолыжник.

## Горнолыжный спорт
Спортсменов — 1
Мужчины
| Спортсмен | Вид               | 1 попытка      | 2 попытка | Всего   | Место |
| --------- | ----------------- | -------------- | --------- | ------- | ----- |
| Лейти Сек | Слалом            | не финишировал | не прошёл | -       | -     |
| Лейти Сек | Гигантский слалом | не финишировал | не прошёл | -       | -     |
| Лейти Сек | Супергигант       |                |           | 1.42,87 | 55    |